# Selambina imitans
Selambina imitans là một loài bướm đêm trong họ Noctuidae.